# Diego de la Torre
Diego Javier de la Torre Muciño (San Luis Potosí, 5 de febrero de 1984) es un futbolista mexicano retirado con nacionalidad norteamericana. Jugaba de volante ofensivo y su equipo antes del retiro fue el Cafetaleros de Tapachula del Ascenso MX. Es hijo del exfutbolista Ramón de la Torre.

## Trayectoria
Su debut oficial en la Primera División de México se produjo el 14 de agosto de 2004 en el partido entre Necaxa y Toluca, válido por la primera jornada. El encuentro finalizó 1-0 a favor del Toluca y De la Torre ingresó al minuto 90. Sin embargo, el entrenador Ricardo Ferretti no lo volvió a utilizar en el primer equipo, por lo que De la Torre continuó en el Atlético Mexiquense, equipo filial del Toluca. 
Para el torneo Clausura 2006, "El Tolo" Gallego, entrenador del Toluca, lo utilizó en 2 partidos. No fue sino hasta el Apertura 2006 donde obtuvo regularidad con 16 encuentros disputados. En el 2007 participó en la Copa Libertadores de América, teniendo actividad en todos los partidos y anotando un gol en Cuzco contra el Cienciano de Perú.
Como Técnico, dirigió a Cafetaleros de Chiapas en el Ascenso MX.

## Clubes
| Club                     | País                | Año             | Partidos | Goles | Media |
| ------------------------ | ------------------- | --------------- | -------- | ----- | ----- |
| Deportivo Toluca         | México              | 2004 - 2009     | 117      | 10    | 0.09  |
| San Luis FC              | México              | 2009 - 2010     | 19       | 2     | 0.11  |
| Deportivo Toluca         | México              | 2010 - 2012     | 35       | 1     | 0.03  |
| Querétaro FC             | México              | 2012 - 2014     | 52       | 3     | 0.06  |
| Chiapas Fútbol Club      | México              | 2014 - 2017     | 79       | 5     | 0.06  |
| Cafetaleros de Tapachula | México              | 2017 - Presente | 21       | 1     | 0.05  |
| Total en su carrera      | Total en su carrera | 2004 - Presente | 323      | 22    | 0.07  |

 Actualizado el 23 de enero de 2019.

## Palmarés

### Campeonatos nacionales
campeón de concafaf 2002 con Toluca
campeón de campeones 2003 con Toluca
campeón liga mx 2005 con Toluca
campeón liga mx 2008 con Toluca
| Título                  | Club        | País   | Año           |
| ----------------------- | ----------- | ------ | ------------- |
| 2.Ascenso MX            | Cafetaleros | México | Clausura 2018 |
| Final Temporada 2017-18 | Cafetaleros | México | 2018          |